# Paul Nicolas
Pour les articles homonymes, voir Paul Nicolas (homonymie) et Nicolas.
Paul Nicolas, né le 4 novembre 1899 à Paris 11e en France et mort le 3 mars 1959 près de Gy-l'Évêque en France, est un joueur et entraîneur de football français.
Attaquant complet, Paul Nicolas s'est fait connaître par sa forte personnalité sur le terrain, puis dans ses activités de dirigeant.

## Biographie
Paul Nicolas perd sa mère à l'âge de 3 ans, puis son père en 1914. Élevé par celle qui allait devenir sa belle-mère avec son frère Henri, il fait la majorité de ses études au lycée de Beauvais[réf. nécessaire]. En 1916, Paul Nicolas montre de remarquables qualités de footballeur et un caractère de forte trempe. De son poste arrière où il joue, il marque de nombreux buts dans l'équipe du patronage Paul-Bert de Saint-Mandé, qui lui permettent de se faire remarquer par M. Fort, président du Gallia Club Paris, qui l'engage comme avant-centre. 
Précoce au poste de centre, il distribue déjà très bien le jeu et a un shoot très précis. Ce qui lui vaut une première sélection en équipe de France (CFI) contre la Belgique le 1er avril 1917. 

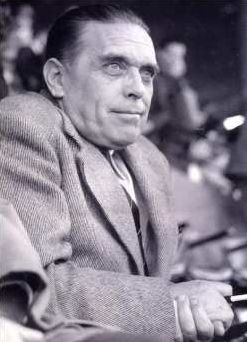
Paul Nicolas en 1957.

En 1920, alors qu'il est à l'armée, son capitaine Lucien Gamblin le convainc de le rejoindre au Red Star,. C'est sous ces couleurs qu'il connaît ses plus belles heures de joueur, remportant notamment quatre fois la coupe de France (1921, 1922, 1923, 1928), un exploit qu'il est le premier à réaliser avec le même club et qui en fait un des plus grands palmarès français de l'époque.  
Considéré comme l'un des meilleurs avant-centres français de l'entre-deux-guerres, il est sélectionné 35 fois et marque 20 buts en équipe de France, dont il fut également le capitaine à partir de 1925. Il participe à trois Jeux olympiques (1920, 1924, 1928, en compagnie notamment de Jules Devaquez), inscrivant quatre buts en cinq matchs (dont un face à l'Uruguay, la meilleure sélection du moment). 
En 1928, Paul Nicolas part pour des raisons familiales à Amiens où il ouvre un magasin d'alimentation, et termine sa carrière de footballeur à l'Amiens AC. Il ne connaît donc ni la première Coupe du monde de 1930, ni le championnat de France professionnel lancé en 1932.
En 16e de finale de la Coupe de France 1934-1935, l'Amiens AC est éliminé par le Red Star Olympique après match d'appui. Pour l'occasion, Paul Nicolas, 35 ans, quadruple vainqueur de l'épreuve avec le Red Star et devenu joueur puis entraineur de l'Amiens AC, rechausse les crampons pour disputer les deux derniers matchs de sa carrière.
Doté d'une forte personnalité, il intègre les instances du football français. En août 1949, il entre au comité de sélection de l'équipe de France, dirigé par Gaston Barreau, à la suite de Gabriel Hanot. Il y reste jusqu'en décembre 1953, quand, à la suite de la double disparition d'Emmanuel Gambardella et Georges Bayrou, il est nommé président du Groupement des clubs autorisés (ancêtre de la Ligue de football professionnel) — il restera à ce poste jusqu'en juin 1956. Il revient auprès de la sélection en septembre 1954 en tant que « directeur de l'équipe de France ». Il est de la Coupe du monde de 1958 en Suède, dont les Français, entraînés par Albert Batteux, prennent la 3e place.
Il se tue en voiture en mars 1959, au retour du match amical opposant la France et la Belgique à Colombes.
Il est inhumé à Armes.

## Carrière
- Patronage Paul-Bert de Saint-Mandé
- avant 1920 :  Gallia Club Paris
- 1920-1929 :  Red Star
- 1929-1935 :  Amiens AC

## Palmarès
Red Star
- Vainqueur de Coupe de France : 1921, 1922, 1923, 1928
- Vainqueur de la « Division 1 » de Paris en 1920 (?), 1922 et 1924

Équipe de France
- Trois participations aux Jeux olympiques : 1920 (demi-finale), 1924, 1928